# El Grande
El Grande is een strategisch en tactisch bordspel, dat zich richt op de militaire en vooral de politieke twisten tussen de hoge adel in het middeleeuwse Spanje. De spelers kruipen in de rol van een "Grande" (een provinciale heerser) en proberen gedurende negen spelronden via hun "caballero's" (speelstukken) hun invloed in Spanje te vergroten. Deze invloed levert winstpunten op. De speler met de meeste punten wint het spel.
Het spel wordt gespeeld op een kaart van Spanje, die is verdeeld in negen regio's (Galicië, Baskenland, Aragon, Catalonië, Oud-Castilië, Nieuw-Castilië, Sevilla, Granada en Valencia) en 1 "speciale regio", "El Castillo". De controle over regio's is belangrijk, aangezien dit punten oplevert. Aan het einde van de spelronden drie, zes en negen wordt namelijk per regio vastgesteld wie daar de meeste caballero's bezit. De 1e, 2e en soms de 3e plaats zijn goed voor winstpunten.

## Beginners
Het spel is eenvoudig aan te leren. Elke ronde moeten slechts een beperkt aantal acties worden uitgevoerd. Hetzelfde spelsysteem wordt 9 keer herhaald met 2 tussentijdse puntentellingen en een eindtelling. Na één ronde heeft normaal iedereen het spelsysteem door. Het spel is makkelijk aan te leren, maar moeilijk te winnen.

## Gevorderden
Gevorderden zullen zeker dit tactische steekspel weten te appreciëren. Alhoewel het aantal acties beperkt is zijn de mogelijkheden enorm. Elke ronde begin je met een machtskaart te spelen. Als je een hoge kaart speelt mag je sneller een actiekaart kiezen, maar zo kan je minder caballero's naar het hof van de koning overhalen. Vanuit dit hof kan je caballero's overbrengen naar het speelbord. Je dient er dus voor te zorgen dat dit hof niet te snel leeg raakt. Ook als je een actiekaart kiest dien je niet alleen te kijken naar de gevolgen van de actie, maar moet je er ook rekening mee houden dat elke actiekaart je toelaat een bepaald aantal caballero's op het speelbord te plaatsen. Als je dus steeds de beste actie kiest kan het zijn dat je niet genoeg edelen op het bord kan plaatsen waardoor je te weinig macht hebt en slecht scoort in de tellingen. Kortom zal je dus heel het spel door telkens opnieuw belangrijke beslissingen moeten nemen. Geluk is bijna volledig afwezig. Gevorderden mogen er dus gerust op zijn: De meester tacticus zal dit spel winnen.

## Strategie/Geluk
Geluk is in de dit spel bijna volledig afwezig. Het enige geluk schuilt in het omdraaien van de actiekaarten. Het kan zijn dat net die actiekaart die je nodig had opduikt of toch maar niet wil verschijnen. Ook het toewijzen van je beginregio is een gelukselement, maar een sterke regio betekent ook dat je meer concurrentie zal krijgen. Hierdoor is het zelfs twijfelachtig dat dit een voordeel of een nadeel is. Over het algemeen kan je echter stellen dat alleen de acties van de tegenstander je kunnen verrassen. Het zal zelden gebeuren dat er geen actiekaart opduikt die niet in je strategie past.

## Bluf
Bluf is slechts beperkt aanwezig. Aangezien veel spelers vergeten hoeveel caballero's er nu weer in de toren zitten kan je hiermee proberen iedereen op een verkeerd been te zetten. Ook de niet gespeelde machtskaarten kunnen een beperkt element van bluf inhouden. Als je speelt tegen spelers met een uitstekend geheugen is bluf bijna volledig afwezig. Het staat je natuurlijk vrij onderling afspraken te maken die je al dan niet nakomt. Dit is waarschijnlijk nog het grootste bluf element in het spel.